# 斯豪滕-奈恩黑斯括号
在微分几何中，斯豪滕–奈恩黑斯括号（Schouten–Nijenhuis bracket，国际音标：[ˈsχʌutən]-[ˈnɛiənhœys]），也称为斯豪滕括号，是定义在光滑流形上的多重向量场上的一种分次李括号，推广了向量场的李括号。有两种不同的版本，让人相当不解地是有相同的名字。最通常的版本是定义在交错多重向量场上，使得其成为一个格尔斯滕哈伯代数；但另一个版本定义在对称多重向量场上，这或多或少与余切丛上的泊松括号相同。它由扬·阿诺尔德斯·斯豪滕在1940年与1953年发现，其性质为他的学生阿尔伯特·奈恩黑斯在1955年研究。它与奈恩黑斯-理查德森括号及弗勒利歇尔-奈恩黑斯括号有联系但不相同。

## 定义与性质
一个交错多重向量场是流形 M 的切丛上外代数的一个截面。交错多重向量场在 a 与 b 的乘法 ab（一些作者使用 a∧b）下形成一个分次超交换环。这与通常微分形式代数 Ω∗M 是对偶的，对偶关系是齐次元素上的配对
{\displaystyle \omega (a_{1}a_{2}\dots a_{p})=\left\{{\begin{matrix}\omega (a_{1},\dots ,a_{p})&(\omega \in \Omega ^{p}M)\\0&(\omega \not \in \Omega ^{p}M)\end{matrix}}\right.}
∧pTM 中多重向量 A 的次数定义为 |A| = p。
斜对称斯豪滕–奈恩黑斯括号是向量场的李括号到交错多重向量场分次代数的惟一扩张，使得分次多重向量场成为一个格尔斯滕哈伯代数。它由向量场的李括号以如下方式给出
{\displaystyle [a_{1}\cdots a_{m},b_{1}\cdots b_{n}]=\sum _{i,j}(-1)^{i+j}[a_{i},b_{j}]a_{1}\cdots a_{i-1}a_{i+1}\cdots a_{m}b_{1}\cdots b_{j-1}b_{j+1}\cdots b_{n}}
对任何向量场 ai 与 bj。Schouten–Nijenhuis 括号具有如下性质：
- |ab| = |a| + |b|（乘法的次数为 0）
- |[a,b]| = |a| + |b| − 1（斯豪滕–奈恩黑斯括号的次数为 −1）
- (ab)c = a(bc), ab = (−1)|a||b|ba（乘法满足结合律与（超）交换律）
- [a, bc] = [a, b]c + (−1)|a|(|b| − 1)b[a, c]（泊松恒等式）
- [a,b] = −(−1)(|a| − 1)(|b| − 1) [b,a]（Schouten-Nijenhuis 括号的反对称性）
- [[a,b],c] = [a,[b,c]] − (−1)(|a| − 1)(|b| − 1)[b,[a,c]]（Schouten–Nijenhuis 括号的雅可比恒等式）
- 如果 f 与 g 是函数（次数为 0 的多重向量），则 [f,g] = 0。
- 如果 a 是一个向量场，则 [a,b] = Lab 是多重向量场 b 沿着 a 的通常李导数；特别地，如果 a 与 b 是向量场则 斯豪滕–奈恩黑斯括号就是通常向量场的李括号。

如果分次变为相反奇偶性（从而奇、偶子空间互换），则斯豪滕–奈恩黑斯括号使多重向量场成为一个李超代数，不过在新分次下它不再是超交换环。相应地，雅可比恒等式也可以表示为对称形式
{\displaystyle (-1)^{(|a|-1)(|b|-1)}[a,[b,c]]+(-1)^{(|b|-1)(|c|-1)}[b,[a,c]]+(-1)^{|c|-1)(|a|-1)}[c,[a,b]]=0.}

## 推广
A. M. 维诺格拉多夫（Vinogradov）在1990年得出交错多重向量场的斯豪滕–奈恩黑斯括号与弗勒利歇尔-奈恩黑斯括号一般推广。
斯豪滕–奈恩黑斯括号的一个版本也能类似地定义在对称多重向量场上。对称多重向量场可与 M 的余切丛  T*(M) 上在纤维上是多项式的函数等价，在这种等化下对称斯豪滕–奈恩黑斯括号对应于辛流形 T*(M) 上函数的泊松括号。1995年，Dubois-Violette 与 Peter W. Michor 将对称多重向量场的斯豪滕–奈恩黑斯括号与弗勒利歇尔－奈恩黑斯括号推广到一般情形。